# Bleda naglavka
Bleda naglavka (znanstveno ime Cephalanthera damasonium) je cvetlica iz družine kukavičevk.

## Opis
Bleda naglavka zraste od 8 do 60 cm visoko in ima jajčaste liste, ki v dolžino merijo med 4 in 10 cm ter v širino med 1,5 in 5 cm. Cvetovi so rumenkastobeli, rastlina pa cveti med majem in julijem.